# Biesowice (osada)
Biesowice – osada w Polsce położona w województwie pomorskim, w powiecie słupskim, w gminie Kępice.
W latach 1975–1998 miejscowość administracyjnie należała do województwa słupskiego.